# Stanley Greaves
Stanley Greaves (Georgetown, 1934) is een Guyaans kunstschilder, schrijver en musicus. Hij is een van de meest vooraanstaande kunstenaars van het Caribisch gebied.
In 1995 schreef Rupert Roopnarine ter gelegenheid van een overzichtstentoonstelling om Greaves' zestigste verjaardag te vieren: Misschien is geen enkele grote Caribische artiest van onze tijd zo vruchtbaar en veelzijdig als Stanley Greaves uit Guyana." Greaves zelf zei over zijn creativiteit:
Ik heb het nog steeds niet over mezelf als maker van kunst! Andere mensen doen dat. Ik ben een maker van dingen. Vroeger vond ik lege luciferdoosjes, sigarettendoosjes, stukjes touw, ijzerdraad, lege schoensmeerblikken, wat dan ook, en maakte dingen. Tekenen was gewoon een andere activiteit, en dat is het nog steeds. Mijn favoriete medium is natuurlijk nog steeds hout. Mijn voorheen geheime preoccupatie met het schrijven van gedichten, die nu bekend is geworden, is een andere vorm van maken. Onlangs werd me aan de Universiteit van Birmingham, waar ik een lezing gaf, gevraagd of de schilderijen de poëzie beïnvloedden, en ik zei: "Nee, ze komen uit dezelfde bron."

## Biografie
Greaves werd geboren in een huurkazerne in Georgetown, Guyana. Zijn ouders waren Sylvia en "Sweetie" (touwslager, meubelmaker, houthakker en musicus) Greaves. Hij studeerde van 1948 tot 1961 beeldende kunst in de Working Peoples' Art Class in Guyana en van 1963 tot 1968 beeldhouwen aan de Universiteit van Newcastle upon Tyne, voor een bachelor in beeldende kunst. Hij kreeg ook lesbevoegdheid in kunstonderwijs. Van 1979 tot 1980 was hij Fulbright scholar aan de Howard-universiteit, waar hij een master in grafiek en beeldhouwen haalde.
In Guyana gaf Greaves van 1971 tot 1975 les aan zijn oude scholen Sacred Heart Primary en St. Stanislaus College, en aan de Berbice High School, Queen's College. Van 1975 tot 1986 was hij het eerste hoofd van de afdeling Creative Arts aan de Universiteit van Guyana. Hij verliet Guyana in 1987 en woonde sindsdien in Barbados en later in North Carolina.
Voorafgaand aan en tijdens zijn verblijf in Barbados was hij lid van het eerste kunst- en ambachtspanel dat de syllabus ontwierp voor de Caribbean Examinations Council en was hij parttime docent aan het Barbados Community College. Hij werd in 2003 verkozen tot Distinguished Honourable Fellow aan de University of the West Indies Cave Hill Campus.

### Beeldend kunstenaar
Als kunstenaar maakt Greaves voornamelijk schilderijen, maar hij heeft ook beelden, tekeningen, prenten en aardewerk gemaakt. Hij ontving in 1975 de Guyana nationale onderscheiding de Golden Arrow of Achievement. Hij heeft op nationaal niveau geëxposeerd, verschillende prijzen gewonnen en solo-exposities gehad. Hij vertegenwoordigde Guyana tweemaal op de Biënnale van São Paulo en eenmaal op de Biënnale van Medellin in Colombia. Hij heeft grote exposities gehad in het Verenigd Koninkrijk en elders in Europa, maar ook in het hele Caribisch gebied. Hij kreeg een gouden medaille voor zijn schilderijen in de inzending van Barbados naar de Biënnale van Santo Domingo.
Sinds hij in 2008 in North Carolina aankwam, exposeerde hij in het Fayetteville Museum of Art, Moruca Gallery Washington, de University of Fayetteville, de State University of North Carolina en Claflin University in South Carolina, de OAS in Washington en Castellani House in Guyana.
In 2014 vierde Greaves zijn tachtigste verjaardag met een expositie van 24 schilderijen gebaseerd op de romans van de Guyaanse auteur Wilson Harris. Hij kreeg in 2017 ook een gouden medaille voor zijn werk in de Guyana Visual Arts and Craft Exhibition. In 2018 toonde hij foto's van veertien beelden - de El Dorado-serie gesponsord door de Diamond-distilleerderijen. De werken zelf werden getoond op de OAS 2019.
Zijn schilderijen zijn in de loop der jaren op de omslag van verschillende boeken verschenen. Hij heeft ook pentekeningen gemaakt als illustratie voor gedichten van Martin Carter en Ian Mc David, beiden vooraanstaande dichters van het Caribisch gebied.
In 2020 werd werk van Greaves tentoongesteld in de expositie Benedictio IV: mighty echo of the Amazone rainforest – revelations of the Guianas in het Prinsenkwartier in Delft.

### Schrijver
Greaves' dichtbundel Horizons uit 2002 won de Guyanese Literatuurprijs in de categorie Eerste gedichtenbundel. In 2009 verscheen The Poems Man. Samen met Anne Walmsley was hij co-auteur van Art in the Caribbean: An Introduction, uitgegeven in 2010. Haiku was zijn derde boek. Elk boek bevat pentekeningen. Hij werkte samen met Akima Mc Pherson van de Universiteit van Guyana aan een reeks artikelen in de Sunday Stabroek over individuele werken in de Guyanese nationale collectie.

### Musicus
Behalve schilderen en schrijven speelt Greaves ook klassiek gitaar, aanvankelijk als autodidact tot hij de kans kreeg een jaar te studeren bij de Cubaanse gitarist Francisco Rodrigues, en vier jaar bij Pam Frost in Barbados. In die tijd componeerde hij verschillende werken voor gitaar. 

## Privéleven
Greaves is getrouwd geweest met de schilder Alison Chapman-Andrews.

## Prijzen (selectie)
- 1979: Fulbright Award[4]
- 1994: Gouden medaille, Santo Domingo Biënnale of Painting (voor het drieluik There Is a Meeting Here Tonight)[8]
- 2002: Guyana Literatuurprijs voor het beste eerste boek met gedichten (Horizons: Selected Poems 1969-1998)
- 2014: Guyana National Lifetime Award for Art
- 2017: Gouden medaille (schilderij), Guyana National Art & Craft Competition

- Gemeinsame Normdatei: 1057306479
- International Standard Name Identifier: 0000 0001 1468 3015
- Library of Congress Control Number: no00013466
- Système universitaire de documentation: 153522542
- Virtual International Authority File: 16764191
- WorldCat: E39PBJvxqGfq7HPqQfcrTwFBT3